# Deglució

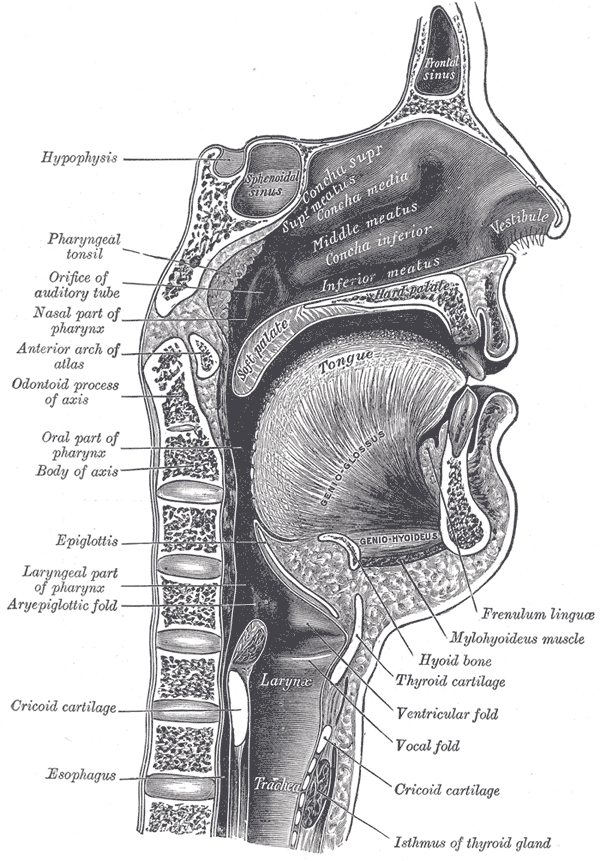
Conjunt bucolaringi durant la deglució, il·lustració procedent de l'Anatomia de Gray edició de 1918.

La deglució  és el pas de l'aliment des de la boca a l'estómac mitjançant un acte continu, integrat i complet en el qual intervenen els músculs llisos i estriats. S'inicia voluntàriament i es completa mitjançant el reflex de deglució, el centre de control es troba en el tronc encefàlic.

## Acte voluntari
La llengua actua sobre l'aliment empenyent-lo cap a la faringe, ja ensalivat, per passar d'una manera més fàcil. Així, la saliva fa la seva funció de lubricació i formació del bol alimentari.

## Acte involuntari
Correspon al conjunt de moviments peristàltics que impulsen al bol alimentari perquè pugui passar a la gola i després a l'esòfag, i puguin seguir els processos digestius.
La digestió bucal correspon a la "degradació bàsica o simple" per part de dos enzims que es troben en la saliva actuant sobre l'aliment, la principal d'aquestes és l'amilasa salival que inicia la digestió química del midó. Aquesta degradació és molt simple i ràpida.
En aquesta fase prèvia es forma el bol alimentari amb ajuda de la llengua. És un procés realitzat de forma voluntària, i llavors el terç anterior de la llengua s'eleva fins al terç anterior del paladar (ruga palatina) el que produeix que la bitlla entre les 2 superfícies sigui rebutjat, dirigint-se a la faringe.

### Fase oral
És la primera fase de la deglució i és completament conscient i voluntària. Comprèn la masticació i la formació d'un bol, per a la qual cosa es necessita la propulsió de la llengua. Requereix la indemnitat de l'escorça cerebral, els nervis cranials V, VII i XII i de l'aparell masticatori i l'articulació temporo-mandibular o ATM, a més de les estructures musculars orals i linguals.
Aquesta es pot veure alterada per la insuficiència de l'estat d'alerta de l'individu, apràxies orolinguals (alteració de l'esquema mental del moviment) i d'insuficiències musculars.

### Fase faríngia
En començar la deglució s'atura momentàniament la respiració, en ser tancada la tràquea gràcies a l'apropament dels plecs vocals i vestibulars (mal anomenats cordes vocals) a la línia mitjana, mentre que al mateix temps es dilata l'orifici esofàgic per facilitar que el bol alimentari passi a l'estómac.

### Fase esofàgica
És l'última fase en què la bitlla transita per l'esòfag, gràcies als moviments peristàltics, fins a arribar a l'estómac travessant el càrdies.
La deglució és l'entrada d'aliments a l'estómac a partir de la boca, en la qual els aliments són triturats i ensalivats pels diferents elements de la boca: les dents i la llengua.